# Geschichte der Religion

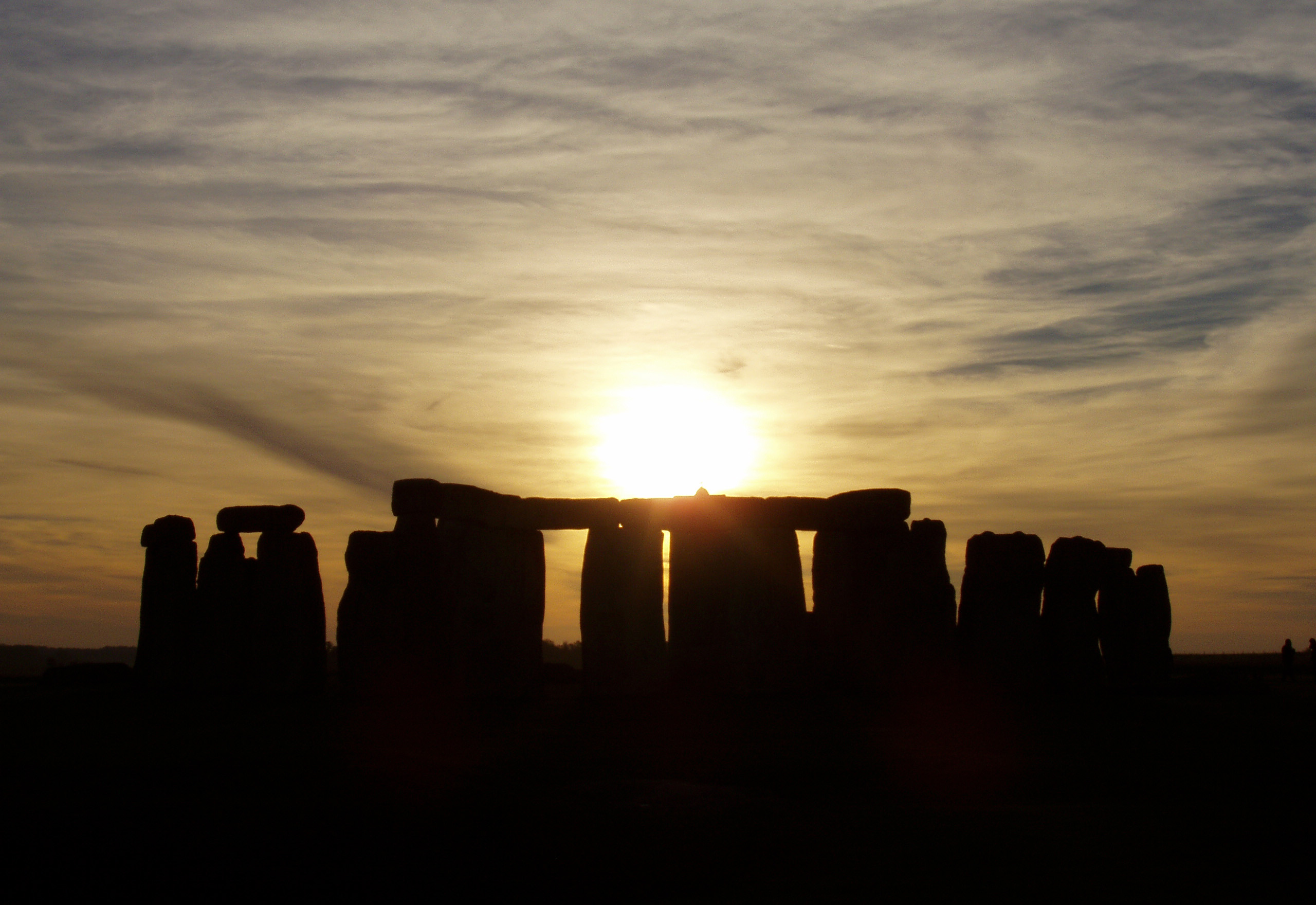
Der Kreis ist möglicherweise das älteste religiöse Symbol der Menschheit. Er symbolisiert Ganzheit und Vollkommenheit und steht für Sonne, Mond und Erdkreis (Beispiel Stonehenge)

Die Geschichte der Religion umfasst die Entwicklung der religiösen Anschauungen und Praktiken der Menschheit – kurz: der Religion(en) – im Laufe der Zeit.
Religion ist ein Sammelbegriff für eine Vielzahl unterschiedlicher Weltanschauungen, die menschliches Verhalten, Handeln, Denken und Fühlen prägen, die Wertvorstellungen normativ beeinflussen und deren Grundlage der jeweilige Glaube an bestimmte transzendente Kräfte und damit verbundene heilige Objekte ist.

## Entwicklung der Religionen – Konsens

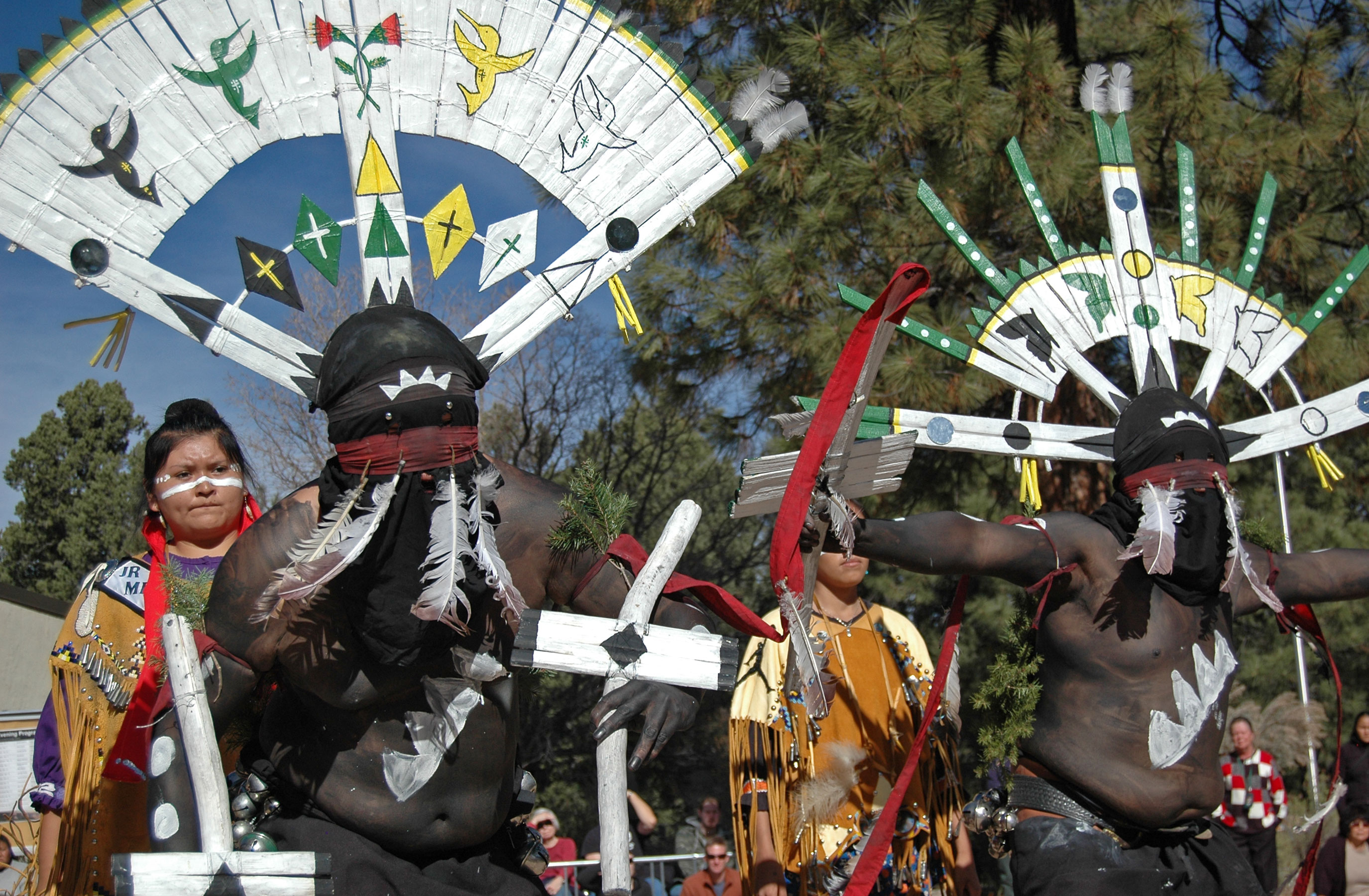
Kann man von ethnischen Religionen auf prähistorische Glaubensvorstellungen oder Kulte schließen? („Tanz der Berggeister“, Apache, Grand Canyon)

Die religiösen Vorstellungen schriftloser Kulturen (siehe auch Illiteralität) – häufig als Naturreligionen bzw. ethnische Religionen bezeichnet – wurden aufgrund ihrer angeblichen „Primitivität“ lange für die ältesten Formen von Religion gehalten. Aufgrund der nicht vorhandenen Dogmen und ihrer großen Anpassungsfähigkeit an veränderte Bedingungen sind sie jedoch ganz im Gegenteil sämtlich jünger als die bekannten „Hochreligionen“. Auch sie unterliegen demnach einem historischen Wandel und werden daher heute nicht mehr im Sinne unveränderter Traditionen verstanden. Dennoch halten etliche Prähistoriker (etwa Marcel Otte) an der Auffassung fest, die Religionen der Vorzeit ließen sich aus Vergleichen mit heutigen „primitiven Religionen“ rekonstruieren. Dabei wird außer Acht gelassen, dass auch diese Glaubenssysteme irgendwann einmal einen Anfang gehabt haben müssen, der erheblich einfacher gedacht werden muss als die komplexen Weltbilder gegenwärtiger Indigener.
Allgemein wird heute eine kulturelle Evolution der Religionen in engem Zusammenhang mit dem Wandel der Sozialstrukturen postuliert, weil der Glaube offenbar gewisse Aspekte des Zusammenlebens positiv beeinflusst. Allerdings ist man sich über die konkreten Selektionsvorteile der Religionen nach wie vor uneinig. Weder die Förderung altruistischen Verhaltens noch ein konkreter Einfluss auf die Reproduktionsrate sind zweifelsfrei belegt. Überdies kritisiert die deutsche Religionswissenschaftlerin Ina Wunn, dass viele Modelle nach wie vor eine Höherentwicklung voraussetzen, womit ethnische oder polytheistische Religionen degradiert werden (wie es häufig in der Psychologie vorkommt). Dies würde nicht nur die Theorie verzerren, sondern damit würden Repressalien bestimmter Staaten gegen ihre religiösen Minderheiten im Sinne des Fortschritts gerechtfertigt.
Der Zusammenhang der Entwicklung von Religiosität mit der Familien- und Sozialstruktur, der Form des Wirtschaftens und der Politik ist jedoch evident. So ist der Einfluss der patriarchalischen griechischen Adelsgesellschaft und ihres durch Homer überlieferten Heroenkults auf die von ihr geschaffene, zuerst von Hesiod dokumentierte anthropomorphe Götterwelt offensichtlich, in der sich die herrschenden Schichten sozusagen selbst porträtierten. Es herrschte ein partnerschaftliches Verhältnis zwischen ihnen und den im Vergleich zum alten Orient weniger dämonisierten olympischen Göttern, an die man sich je nach ihren unterschiedlichen Zuständigkeitsbereichen bei Bedarf wenden und ihnen opfern konnte – nach dem Prinzip do ut des.

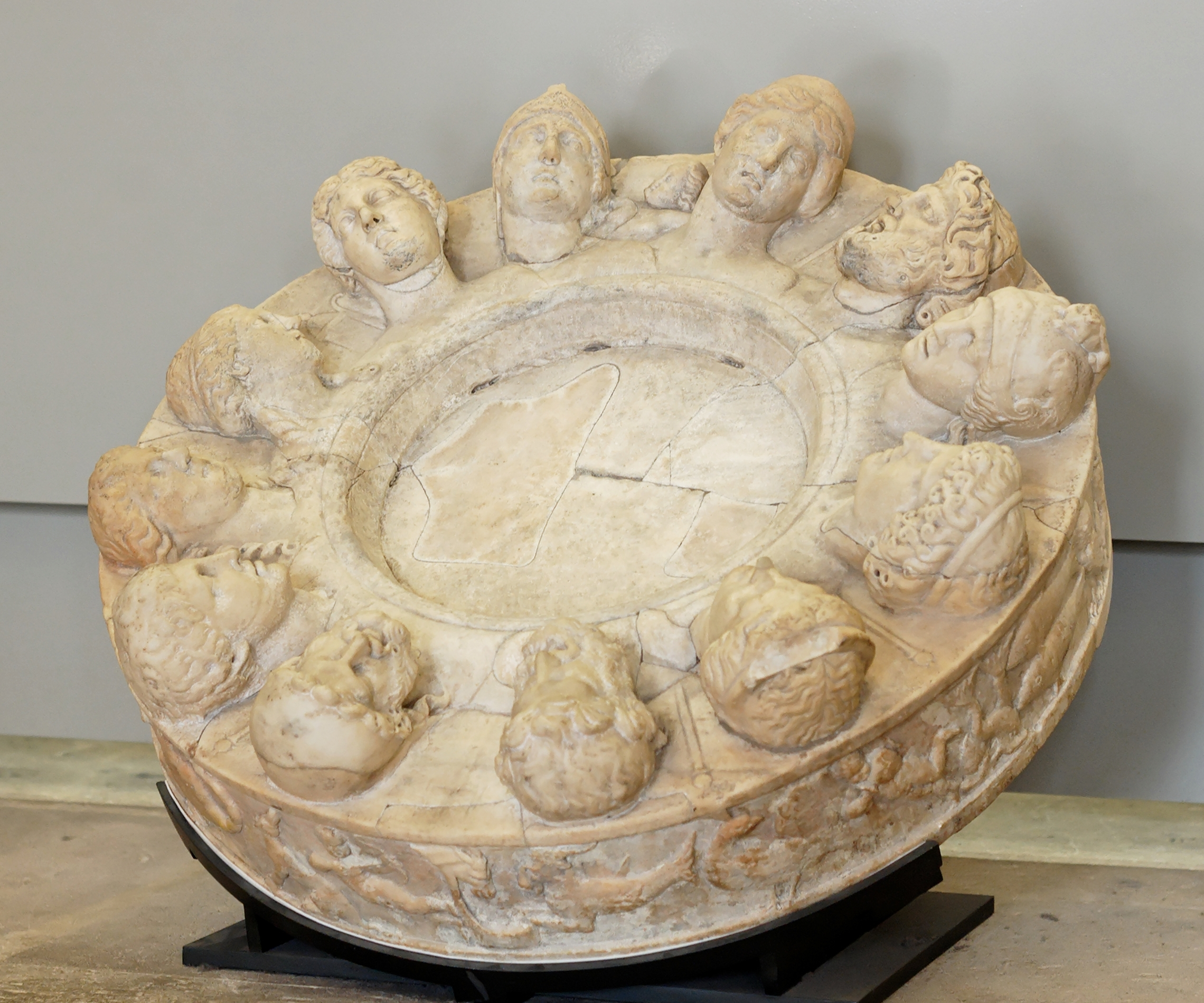
Altar der zwölf Olympischen Götter im Louvre, 1. Jahrhundert n. Chr.

Mit der Entstehung der Polis um 600 v. Chr. wurde der Polisverband zuständig für die Verwaltung des Kultes, wobei die Freude am Spektakel der lokalen Tempelfeste vermutlich größer und die für die Polis identitätsstiftende Funktion der Spiele wichtiger war als die individuelle Religiosität. Eine ähnliche Rolle spielten die zunächst agrarisch geprägten Staatskulte bei den Römern. Diese sind eher als nüchterne Erfüllung peinlich genau geregelter Vertragspflichten analog dem römischen Klientelsystem (dem Verhältnis von Patron und Klient) anzusehen, waren jedoch mit großer religiöser Toleranz und unterschiedlichen Formen individueller Frömmigkeit sowie mit orientalischen Erlösungskulten vereinbar (zuerst mit dem Kult der Kybele, dann dem der Isis, denen vor allem die Unterschichten anhingen). Mit dem Aufstieg des Christentums zur Staatsreligion setzte eine Entwicklung ein, die zu Dogmatismus und Verinnerlichung bei bis zum Hochmittelalter zunehmender Intoleranz und Aggressivität nach außen führte. Dies äußerte sich zuerst im leidenschaftlichen, nicht nur von Theologen, sondern auch von der Bevölkerung geführten Streit um den Arianismus nach 325,  später in den Kreuzzügen der Ritterorden und den Verfolgungen von Häretikern.
Aus der unüberschaubaren Komplexität der Religionsentwicklung lassen sich zumindest einige grundlegende Entwicklungen herausfiltern, über die heute weitgehend Konsens besteht. Dazu im Folgenden eine Zusammenfassung auf der Grundlage aktueller Literatur:
Vorbemerkungen
- Bei der hier vorgenommene Gliederung handelt es sich nicht um eine Epochengliederung der Religionsgeschichte und ebenfalls nicht um eine evolutionäre Abfolge von angeblich primitiven zu höher entwickelten Glaubensformen (siehe dazu: „Die Evolution der Religionen in der aktuellen Diskussion“). Solche Festlegungen und Hierarchien sind heute nicht mehr konsensfähig.
- Die jeweils eingerückten und kursiv geschriebenen Abschnitte geben die Überlegungen des deutschen Philosophen und Religionswissenschaftlers Andreas Kött (* 1960) wieder, der versucht hat, die Gründe für den Wandel der Religionen mit Hilfe der Systemtheorie zu rekonstruieren. Wie er selbst schreibt, ist „die Systemtheorie der Religion, die Niklas Luhmann vorgelegt hat, […] in der Religionswissenschaft bisher nur vereinzelt rezipiert worden.“[13] Auch diese Hypothesen gehören daher nicht zur Darstellung des Konsenses; sie stellen jedoch eine interessante Ergänzung aus dem Blickwinkel einer ganz anderen Wissenschaftsdisziplin dar, die hier flankierend angeführt werden sollen.

### Mutmaßlicher Beginn der Religiosität

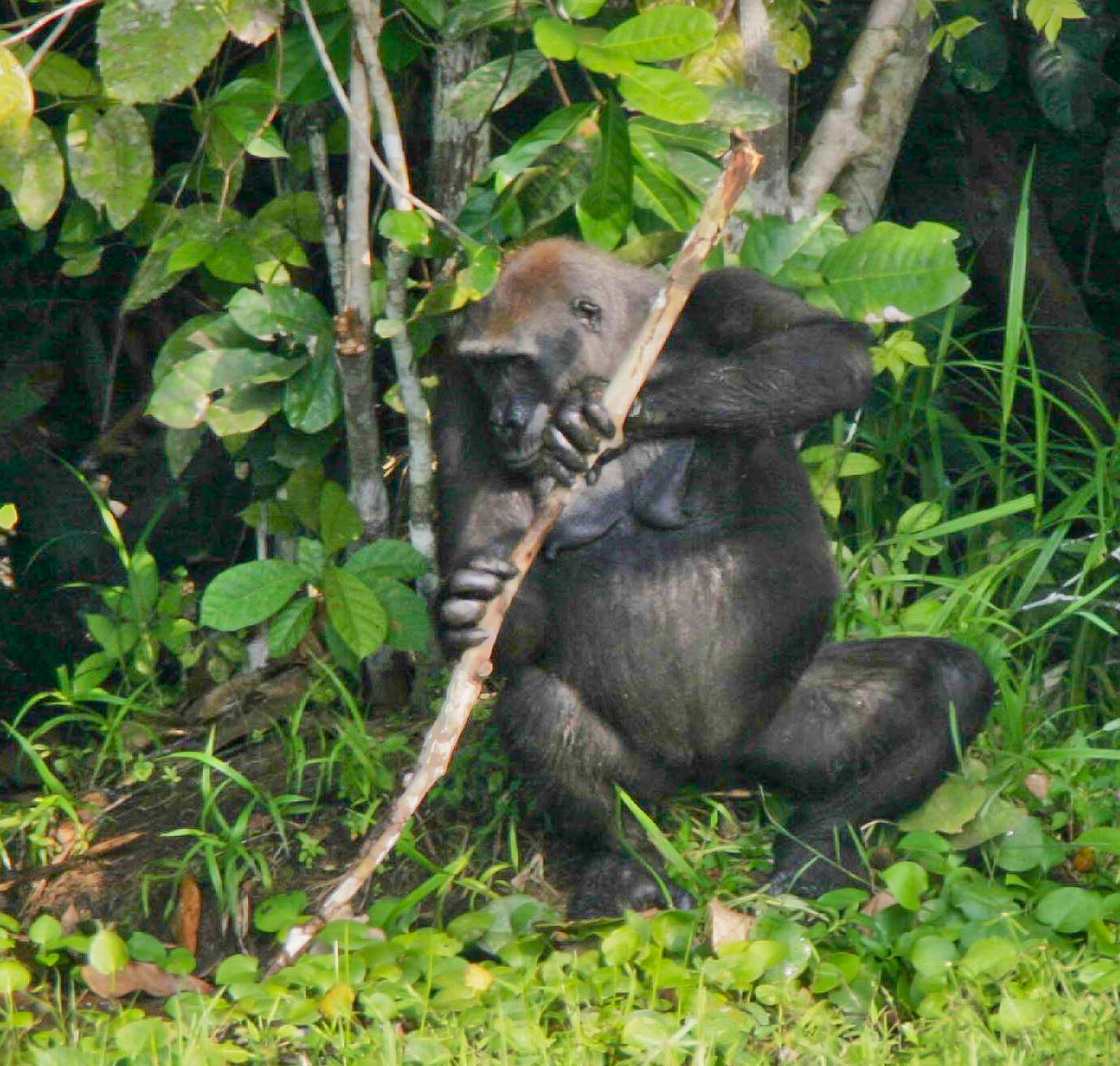
Beweist der Werkzeuggebrauch bei Primaten abstraktes Denken, das die Grundvoraussetzung für Religiosität ist?

6–2 Mio. Jahre v. Chr.: Erste Formen von ästhetischem Empfinden und Sozialverhalten, Entwicklung von Denken und Sprache, jedoch noch keine Hinweise auf Religion.
Insbesondere im Deutschen wird zwischen Religion(en) und Religiosität unterschieden. Während eine Religion die religiöse Lehre und die zugehörige Institution bezeichnet, bezieht sich Religiosität auf das subjektive religiöse Empfinden (Ehrfurcht vor dem „Großen Ganzen“, transzendente Welterklärung) und Wünschen (Erleuchtung, Religionszugehörigkeit) des Einzelnen.
Mit der Entstehung des abstrakten Denkens entstand auch die Religiosität als Voraussetzung für die Entwicklung der Religion.
Lebewesen beobachten die Welt und ordnen instinktiv alles, was sie wahrnehmen, in die beiden Kategorien „bekannt“ oder „unbekannt“ ein. Sofern es ihre psychischen Fähigkeiten nicht zulassen, dies bewusst zu erkennen und darüber nachzudenken, sind sie nicht fähig zu religiösem Denken. Sie wissen nichts von ihrem Wissen und stellen keine Fragen.

### Die „Entdeckung“ des Übernatürlichen
| > 300.000 Jahre v. h.  | Venus von Tan-Tan, das älteste bekannte Kunstwerk der Menschheit (Homo erectus), ein religiöser Bezug ist jedoch reine Spekulation                                                        |
| ab 200.000 Jahre v. h. | Erste Totenbestattungen, möglicherweise erste Todes- und Jenseitsvorstellungen, Hinweise auf Grabbeigaben und Zeremonien (Teschik-Tasch und Shanidar – Neandertaler, Sungir – Cro-Magnon) |

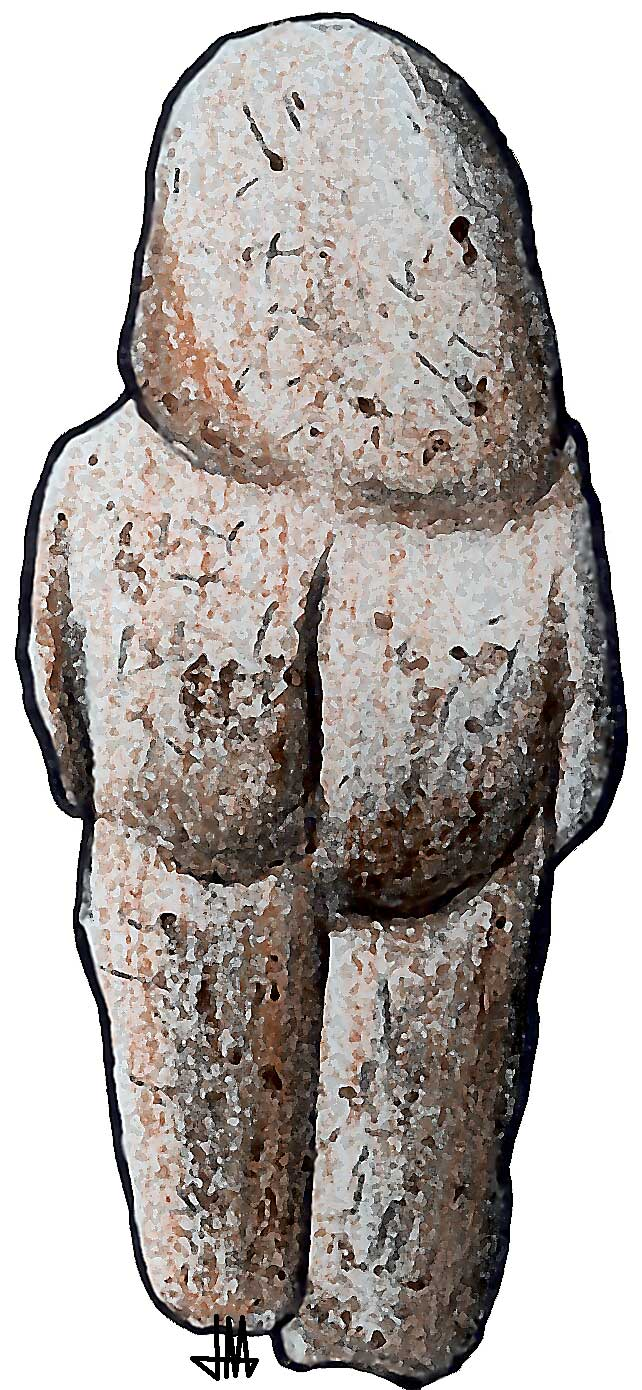
Venus von Tan-Tan

Die reflektierende Wahrnehmung führte zu einer ersten Kategorisierung der Welt in zahlreiche duale Gegensätze wie Mensch/Tier, Himmel/Erde, wahr/falsch, Recht/Unrecht, u. v. m. Dabei stellte der Mensch fest, dass sich ihm manches Unbekannte erschließt, manches jedoch unerreichbar bleibt – demnach „übernatürlich“ ist.
Am Anfang der globalen Religionsentwicklung standen vermutlich erste Religionen in der mittleren Altsteinzeit, die sich durch spezifische Eigenschaften, darunter vor allem durch die Anpassung an ihre jeweilige natürliche Umwelt auszeichneten. Das archäologisch durch Funde (vor allem Grabstellen und Grabbeigaben) belegbare Frühstadium der Religionen deutet auf animistische Vorstellungen mit einer reichen Geisterwelt hin.
Es spricht einiges dafür, dass ein Herr oder eine Herrin der Tiere – wie noch vor kurzem bei nahezu allen Jägervölkern als Beschützer der Tierwelt und Machthaber über das Wohl und Wehe der Jäger – als erste gottähnliche Idee existierte. Konkrete Rekonstruktionen und Übertragungen von rezenten, schriftlosen Kulturen auf die Vorgeschichte – wie etwa schamanistischer Praktiken oder religiöser Vorstellungen wie Mana (übernatürliche Kraft), Tabu (strikte ethische Verbote) und Totem (spirituelle Verwandtschaft zu Naturerscheinungen) – gelten heute als hoch spekulativ und unbeweisbar. Als sicher gilt lediglich, dass religiöse Darstellungen altsteinzeitlicher Jäger sich trotz unterschiedlicher Umweltbedingungen ähneln. Dennoch muss man aufgrund der Isolation der weit verstreuten Menschengruppen der Vorzeit davon ausgehen, dass bereits damals eine große Zahl an religiösen Auffassungen existierte.
Die Einteilung der Welt in duale Gegensätze war der erste Ansatzpunkt für die „archaische Religion“: Das Unerreichbare wurde als geheimnisvolle, zweite Realität erkannt; der Gegensatz von einem Diesseits und einem Jenseits wurde zur festen Überzeugung und zur Basis des mythischen Denkens.

### Die ältesten Kulte
| ab 35.000 Jahre v. Chr. | Verfeinerung der Bestattungsformen. Kunstwerke wie Höhlenmalereien und Venusfigurinen, die zum Teil religiös interpretiert werden |
| ab 12.000 v. Chr.       | Vor- und Frühgeschichtliche Kulte, Medizin- und Jagdzauber sowie Totenkulte als Keimzellen der Religiosität: Zunehmend differenzierte Bestattungsriten wie Gräberfelder, Totenfeuer, Schädeldeponierung und Gräber in oder unter Häusern |

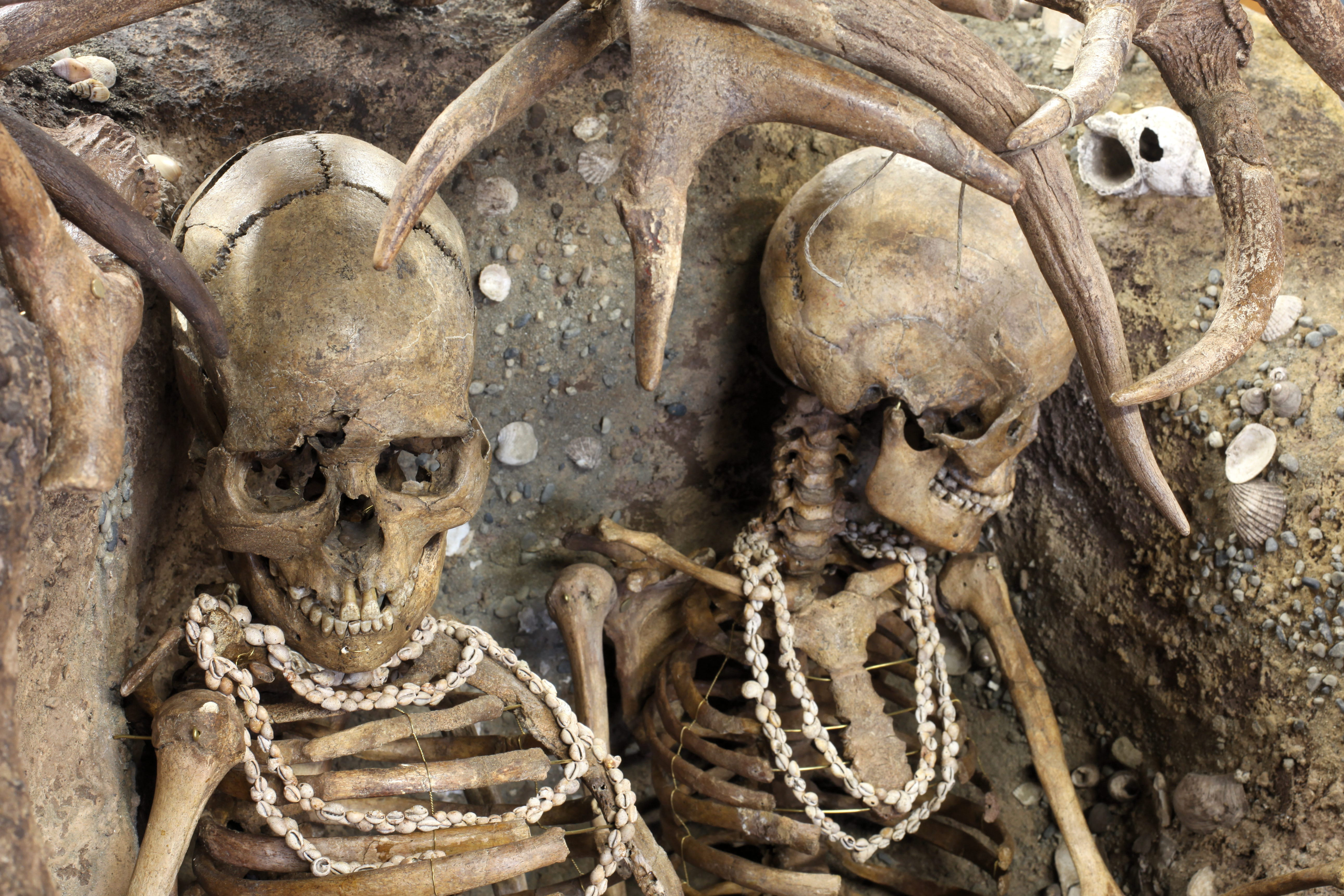
Rekonstruktion einer mesolithischen Bestattung im Museum der Île Téviec

Im Laufe der jüngeren Altsteinzeit und Mittelsteinzeit wurden die Riten immer komplexer, wie die Kunstwerke aus dieser Zeit deutlich machen. Es bestand sicher eine geistig-religiöse Verbindung zwischen Jägern und Beutetieren; und Geburt, Fruchtbarkeit und Tod kamen offenbar besondere Bedeutung zu. Die Fundlage spricht für zunehmende kollektive Kulte und die Idee einer menschlichen Seele. Es ist anzunehmen, dass es in manchen Kulturen bereits religiöse Spezialisten gab, die über Kontakte zur Geisterwelt in Klarträumen oder Trance berichteten (Geisterbeschwörer) oder die scheinbar magische Fähigkeiten hatten (Zauberer).
Einige Autoren haben zwischen 1950 und 2000 im Rahmen der Schamanismus-Debatte versucht, anhand steinzeitlicher Kunstwerke einen prähistorischen Schamanismus zu postulieren. Schamanismus ist im engeren Sinn jedoch auf die traditionellen Religionen Sibiriens und des nördlichen Nordamerikas beschränkt und selbst dort alles andere als einheitlich.
Die archaischen Religionen dienten dazu, das Geheimnisvolle vertraut zu machen, um die Angst vor dem Unbekannten zu verringern. Dies geschah wahrscheinlich durch die Entwicklung verschiedener Rituale, deren immer gleicher Ablauf ein Gefühl der Sicherheit gab. Doch die Fragen und Unsicherheiten nahmen zu, da der Kult offenbar nicht vor allen Unbilden schützte sowie in jenen Fällen, bei denen gegen Normen verstoßen wurde: Das Unbekannte wurde unberechenbar, der Bedarf nach Deutung und konkreter spiritueller Hilfe etwa bei Naturkatastrophen, Krankheiten oder unerwarteten Veränderungen der Lebensumstände wurde geweckt. Die Lebenswirklichkeit konkurrierte immer mehr mit dem Transzendenten und der Begriff des „Heiligen“ entstand. Folglich erfuhren Personen, die offenbar einen besonderen Zugang zur Geisterwelt hatten, immer mehr Respekt. Die Bedeutung der Religion – die noch untrennbar mit dem alltäglichen Leben verbunden war – wuchs deutlich. Dies äußerte sich auch in einer Vielzahl von Symbolen (Bilder, Gebäude, Kleidungsaccessoires, sakrale Gegenstände u.ä.). Die Frage nach Ursache und Sinn dieser zweigeteilten Welt wurde jedoch noch nicht gestellt.

### Aufkommende Götterwelten
| ab 8000 v. Chr.   | Trend zu figürlichen Darstellungen, mehr weibliche Figuren, die von einigen Autoren als Muttergöttinnen gedeutet werden |
| ab 5000 v. Chr.   | Erste zeichnerische Darstellungen von Personen mit Symbolen, die relativ sicher als Gottheiten interpretiert werden können |
| 4700–1000 v. Chr. | Steinerne Gräber und/oder Kultstätten der besonders in Westeuropa zu findenden Megalithkultur zeigen bedeutende Totenkulte und bestimmte Jenseitsvorstellungen |
| ab 4000 v. Chr.   | Langsame Differenzierung der indogermanischen Opferreligionen: Slawische- (Verehrung der Naturelemente, Geister, Ahnen und Dämonen, Opferriten), keltische- (Helden, Opferkulte und Druiden), germanische (Schutzgötter, böse Riesen u. a. Wesen), baltischen- (Verehrung von Natur und Tieren, Fruchtbarkeitsriten, Muttergöttinnen) und etruskische Religion (Riten und Opfer an übermächtige Götter, Prophezeiungen) |

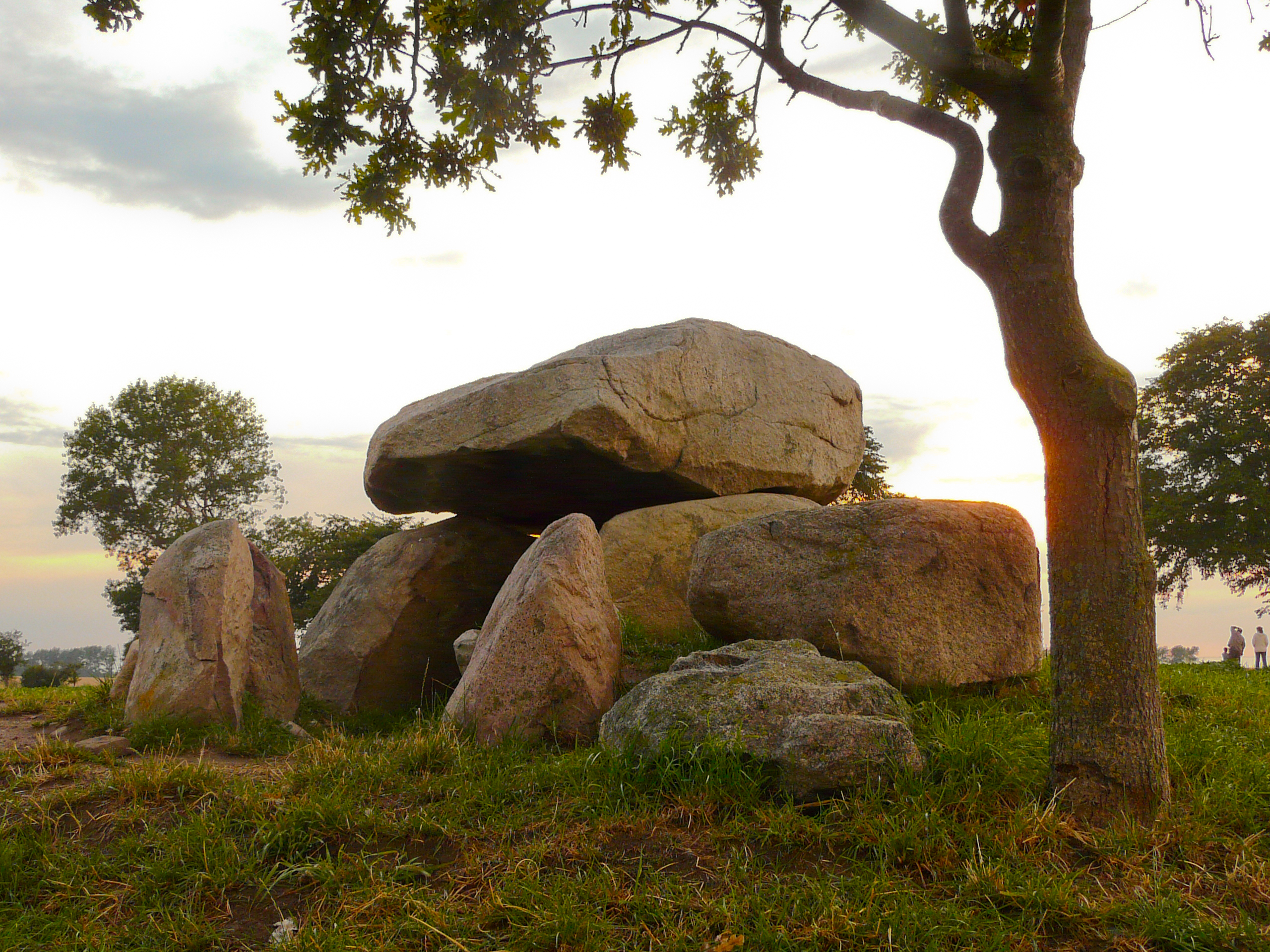
Mechelsdorfer Großdolmen, ein kultisches Bauwerk der Megalithkultur

Mit der sogenannten neolithischen Revolution entwickelten sich in den neuen agrarischen Kulturen (vielfach unabhängig voneinander) Religionen, die die veränderten Sozialstrukturen einer sesshafteren und planerischen Lebensweise mit zunehmender Arbeitsteilung sowie die Abhängigkeit von der Fruchtbarkeit des Bodens widerspiegelten. Die agrarische Lebensweise stärkte das Selbstbewusstsein des Menschen als eines aktiven Gestalters der Welt. Dies spiegelte sich in den zunehmend menschenähnlichen (launischen, streitbaren, fehlbaren) Göttern wider, die offenbar die Welt nach Belieben umformen konnten. Zahlreiche Funde aus der Jungsteinzeit gelten für manche Forscher als Hinweis auf einen Kult der Feldbauern gegenüber einer mythischen Muttergöttin, die die Fruchtbarkeit der Erde erhielt. Sie entstand möglicherweise, weil den Frauen nunmehr die existentiellen Aufgaben der neuen landwirtschaftlichen Lebensweise oblagen. Diese Auslegung ist jedoch – wie alle Interpretationen prähistorischer Artefakte – umstritten. Zumindest das Motiv einer diffusen, göttlichen Mutter Erde, die Anbetung mythischer Ahnen und die Existenz von Mythologien sowie das immer bunter werdende Bild einer polytheistischen Götterwelt mit anthropomorphen Zügen dürfte schon bei den frühen Bodenbauern eine wesentliche Rolle gespielt haben.
In Trockenräumen, die keine Landwirtschaft zuließen, entstanden die traditionellen Wirtschaftsformen des Hirtennomadismus. Auch hier finden sich analoge religiöse Vorstellungen unter den verschiedenen Hirtenvölkern, die ihre oftmals streng hierarchisch aufgebauten Sozial- und Herrschaftsstrukturen untermauerten: Die regenbringenden Himmelsgötter mit klaren Abstufungen von niederen Göttern bis zu einem Hochgott an der Spitze (→ Henotheismus) waren dort wichtiger als Tierherren oder Fruchtbarkeitsgöttinnen.
In den „mythischen Religionen“ der Jungsteinzeit wurde mit großer Wahrscheinlichkeit bereits die Frage nach dem Ursprung der Welt gestellt und beantwortet. Aus der altgriechischen Philosophie kennen wir etwa die Idee vom ewigen, ungeschaffenen „göttlichen Urgrund“ oder dem „reinen Sein“. Seit dieser Zeit wurden die Differenzen zwischen den Kulturen und Religionen der Welt immer größer.

### Religion als Machtinstrument
| ab 7000 v. Chr. | Gräber und Grabbeigaben in Mehrgarh und den Zentren der Indus-Kultur lassen auf religiöse Kulte (ggf. Ahnenkult) und Mythen (ggf. Muttergöttin) schließen |
| ab 3000 v. Chr. | Ägyptische- und babylonische Priesterreligionen mit (vorwiegend) menschengestaltigen Göttern                                                              |
| ab 2400 v. Chr. | Gilgamesch-Epos, das älteste Zeugnis für die Idee der Theophanie                                                                                          |
| ab 2300 v. Chr. | Kürbisfragment mit Stabgott-Motiv als Hinweis auf organisierte Religion in den Anden                                                                      |
| ab 1600 v. Chr. | Polytheismus und Königsahnenkult in der chinesischen Shang-Dynastie                                                                                       |
| ab 1400 v. Chr. | Erste Vorstufe des Monotheismus in Ägypten |
| ab 1200 v. Chr. | Jüdische Stammesreligion als Vorläufer des Judentums |
| ab 1000 v. Chr. | Wandel des Polytheismus zum Henotheismus in der chinesischen Zhou-Dynastie                                                                                |
| ab 700          | Etablierung des polytheistisch-animistischen Shintōismus als offizielle Religion Japans neben dem Buddhismus                                              |

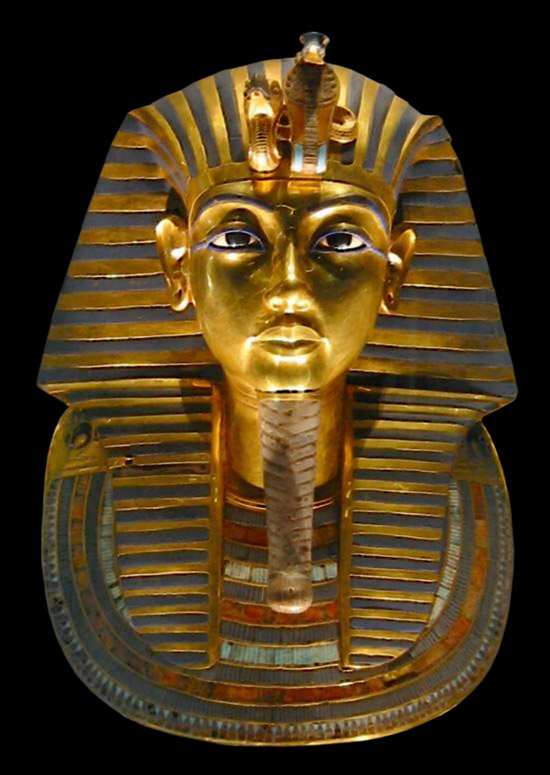
Totenmaske des Pharaos Tutanchamun

Vor allem Klimaveränderungen und zunehmende Bevölkerungszahlen sorgten im Laufe der Frühgeschichte für die Entstehung neuer Technologien und komplexer werdender sozialer Organisation. Es entstanden die ersten erblichen Häuptlingstümer und vorstaatlichen Gesellschaften. Dazu zählen die alten Hochkulturen und die Eroberung neuer Lebensräume wie etwa der polynesischen Inselwelt. In vielen Kulturen konzentrierte sich die Macht auf eine immer kleinere herrschende Schicht, die ihre Abstammung oftmals in direkter Linie auf die Götter zurückführten (Beispiel: Polynesische Religion). Damit wurde Religion zu einer anderen Form von Herrschaft; die Theokratie entstand und Recht und Religion blieben für lange Zeit eine untrennbare Einheit.
Die Ritualkultur richtete sich in dieser Zeit vor allem an die Himmelsrichtungen und den Jahreslauf (→ Sonnwendfeier). Gottheiten werden immer häufiger durch Symbole gekennzeichnet. Trotz des Götterglaubens hatte die Magie angesichts der unbeherrschbaren Naturgewalten nach wie vor einen sehr hohen Stellenwert. Die wachsende Komplexität des Pantheons, der Gebote und Vorschriften führte zu verschiedenen Vollzeit-Spezialisten wie Priestern (Experten für das korrekte Verhalten und die richtigen Rituale), Heilern, Wahrsagern, Traumdeutern, Hexern usw.
Aus der nomadischen Lebensform im nahen Osten und deren henotheistischen Religionen (erste schriftliche Überlieferungen aus Israel) entsprang schließlich in einem Jahrhunderte währenden synkretistischen Prozess die Religionsform eines abbildlosen bzw. abbildarmen Monotheismus, der sich in Ägypten (Echnaton) angekündigt hatte und der später im Christentum und im Islam mit unterschiedlichen Ausprägungen nahezu weltweite Verbreitung erfuhr.

„Durch die ausgeprägtere Arbeitsteilung und zunehmende ökonomischer Sicherheit nahm das kollektive ‚Wir-Gefühl‘ zugunsten der Individualität ab: Wenn Einzelne gegen die herrschenden Normen verstießen, hatte das nicht mehr existentielle Folgen für die Gemeinschaft und blieb überdies häufig unbemerkt. Auch dies dürfte sich in der Ausgestaltung der Götterwelt wiedergespiegelt haben: Die Götter wurden zahlreicher, individueller und unberechenbarer. Die alte Angst vor dem Unbekannten flammte erneut auf: Der Mensch war nicht mehr allein der Beobachter, sondern er musste davon ausgehen, dass die Götter die Welt und jeden Einzelnen ebenfalls beobachteten; und zwar aus einer unergründlichen Position heraus und mit unbekannten Absichten: So wie man nie wissen kann, wie andere Menschen denken und handeln, kann man auch nicht wissen, wie ein Gott denkt und handelt. Viele Religionen betrachteten die Götter daher zunehmend als moralische Instanzen, die individuelle, genau formulierte Normen für das Verhalten des Menschen sowie Strafen erließen (die nunmehr auch erst in einer Existenz nach dem Tod einsetzen konnten). In einigen Religionen entstand durch das Gefühl des ‚Beobachtet-werdens‘ ein Bewusstsein übermächtiger Schuld (wie etwa im Judentum).“

### Dogmen und heilige Schriften
| ab 2500 v. Chr. | Die über 1.000 babylonischen Götter werden beschrieben und klassifiziert                                   |
| ab 1200 v. Chr. | Kanonisierung der Veden der ältesten Religion Indiens                                                      |
| ab 1000 v. Chr. | Zarathustrische Religion mit dem heiligen Buch Avesta                                                      |
| ab 800 v. Chr.  | Wiedergeburtslehren Indiens                                                                                |
| um 700 v. Chr.  | Genaue Festschreibung von Gestalt, Wesen und Zuständigkeiten der olympischen Götter durch Homer und Hesiod |
| ab 600 v. Chr.  | Karmalehren, Chinesischer Universismus                                                                     |
| ab 440 v. Chr.  | Verschriftlichung der jüdischen Tora                                                                       |
| ab ca. 40       | Frühes Christentum                                                                                         |
| ab 650          | Islam |

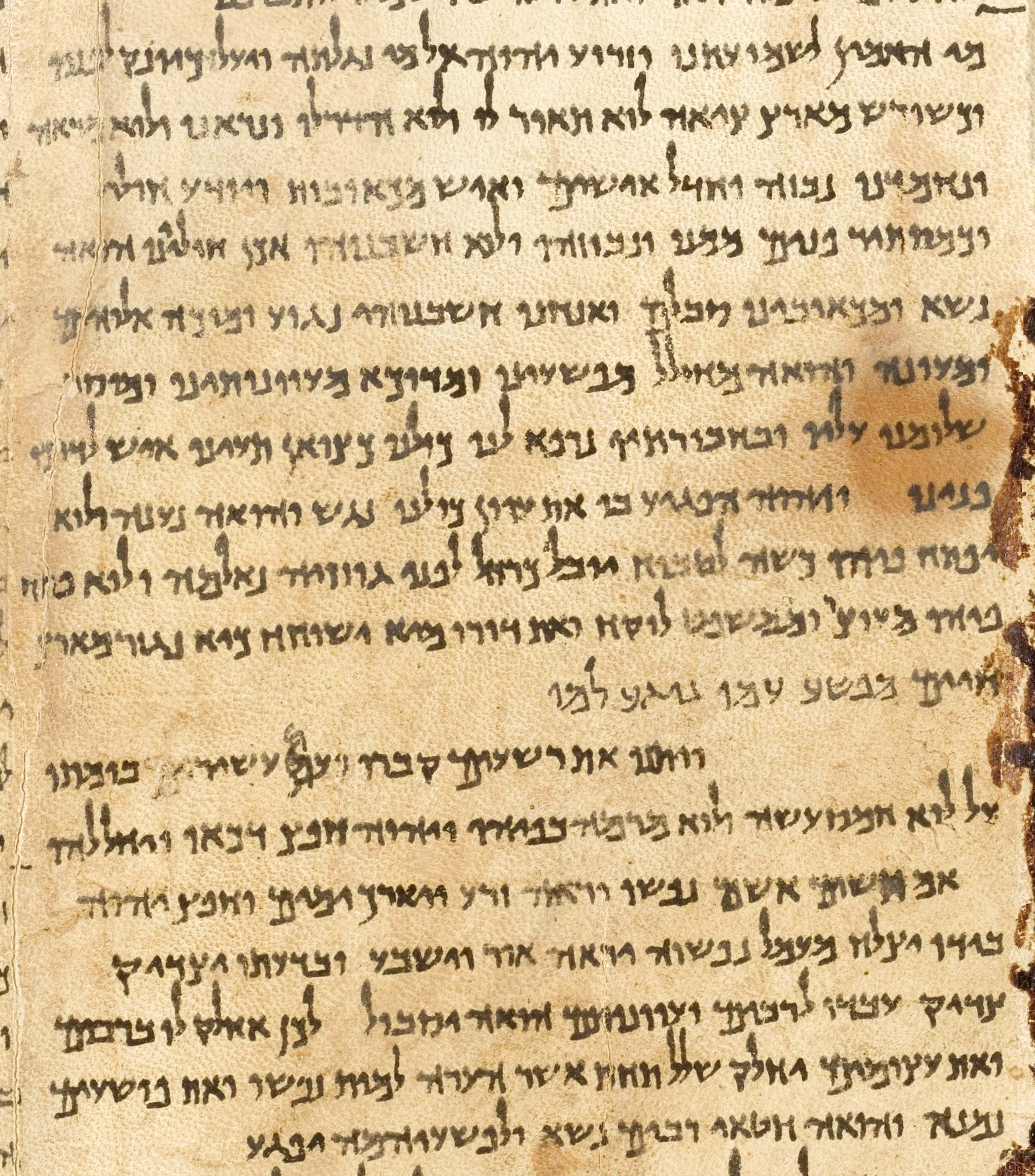
Teil der Jesaja-Schriftrolle vom Toten Meer, ca. 200 v. Chr.

Die zunehmende kulturelle Differenzierung der urbanen Gesellschaften im Altertum führte bei deren Religionen zur Kanonisierung, das heißt: Die Vielfalt der variierenden Überlieferungen wurde vereinheitlicht und nach Bedeutung sortiert, um die Gläubigen nicht mehr durch abweichende Aussagen zu verunsichern und damit glaubwürdig zu bleiben. Die Erfindung der Schrift förderte diesen Prozess erheblich. Etwa ab 1000 v. Chr. wurden die ersten heiligen Texte niedergeschrieben und in den standardisierten Bedeutungsrahmen heiliger Schriften integriert. In den monotheistischen Religionen galt oft Gott selbst als Autor, so dass keine Veränderungen durch Menschen stattfinden durften. Dies verlangsamte den Wandel dieser Religionen deutlich. Abweichungen und Unsicherheiten sowie umgehende Anpassungen an neue Lebensumstände – die in den Religionen der Ur- und Frühgeschichte eher die Regel waren – konnten nun anhand der Schriften belegt und eliminiert werden. In einigen Glaubenssystemen kam es zur Formulierung religiöser Dogmen: die heiligen Texte wurden zur einzigen Wahrheit erhoben und jegliche Skepsis tabuisiert. Darin offenbarten sich zunehmend Widersprüche zu anderen philosophischen oder wissenschaftlichen Lehren, die damit automatisch als unwahr galten. Die Religion verlor ihr weltanschauliches Alleinstellungsmerkmal. Diese „Gefahr“ Würde in der Regel dadurch gebannt, dass die regionalen Herrscher nur „ihre“ Religion als Wahrheit anerkannten. Eine Differenzierung der Religion von den anderen Lebensbereichen setzte ein und die Gläubigen wurden durch strenge ideologische Regeln und vermehrte Zugehörigkeitsrituale mehr und mehr Teil einer „Subgemeinschaft mit eigener Identität“.
In seiner geschichtsphilosophischen Betrachtung machte Karl Jaspers eine von ihm sogenannte Achsenzeit zwischen 800 und 200 v. Chr. aus, in der wesentliche geistesgeschichtliche Innovationen die Philosophie- und Religionsgeschichte Chinas, Indiens, Irans und Griechenlands prägten. Jaspers deutete diese als eine umfassende Epoche der „Vergeistigung“ des Menschen, die sich in Philosophie und Religion, sekundär auch in Recht und Technologie ausgewirkt habe. Mit dieser pluralistischen Interpretation wandte Jaspers sich vor allem gegen eine christlich motivierte Konzeption einer Universalgeschichte. Im Gegensatz zu den Offenbarungsreligionen, die er ablehnte, konzipierte er in seinem religionsphilosophischen Werk Der philosophische Glaube angesichts der Offenbarung eine philosophische Annäherung an eine Transzendenz angesichts menschlicher Allmachtsvorstellungen.
Bei den schriftlich fixierten Religionen entstand im Laufe der Zeit das Problem, dass der Sinn der sprachlich „konservierten“ heiligen Schriften durch die steten Veränderungen der „fortschrittsgetriebenen Kulturen“ von den Menschen nicht mehr wie zuvor verstanden wurden. (Dieses Problem existiert bei den christlichen Kirchen heute noch, da die Anpassung der Lehre an die sich verändernden gesellschaftlichen Bedingungen aufgrund der christlichen Dogmatik nicht Schritt halten kann). Eine weitere Folge war das Empfinden einer zunehmenden zeitlichen Distanz, denn durch die Niederschriften entstand automatisch eine Chronologie, die die heiligen Schriften zu etwas machten, das in der Vergangenheit lag. Dadurch fühlten sich die Gläubigen immer weiter vom seligmachenden Urgeschehen entfernt: die Wirkung der heiligen Kräfte verblasste und es keimte der zunehmende Wunsch nach Erlösung. Kanonisierung, Dogmatik und die zunehmende priesterliche Kompetenz markieren den Beginn der sogenannten Hochreligionen; die Einführung der Schrift war vielleicht keine notwendige Voraussetzung, zumindest jedoch ihr wichtigster Katalysator.

### Neue Auslegungen der Schriften
| ab 500 v. Chr. | Antiritualistische und antitheistische Reformlehre des Buddha Siddhartha Gautama |
| ab 2 n. Chr.   | Erste Neuinterpretationen der jüdischen Tora                                     |
| 1350–1700      | Renaissance-Humanismus, Reformation und Gegenreformation                         |

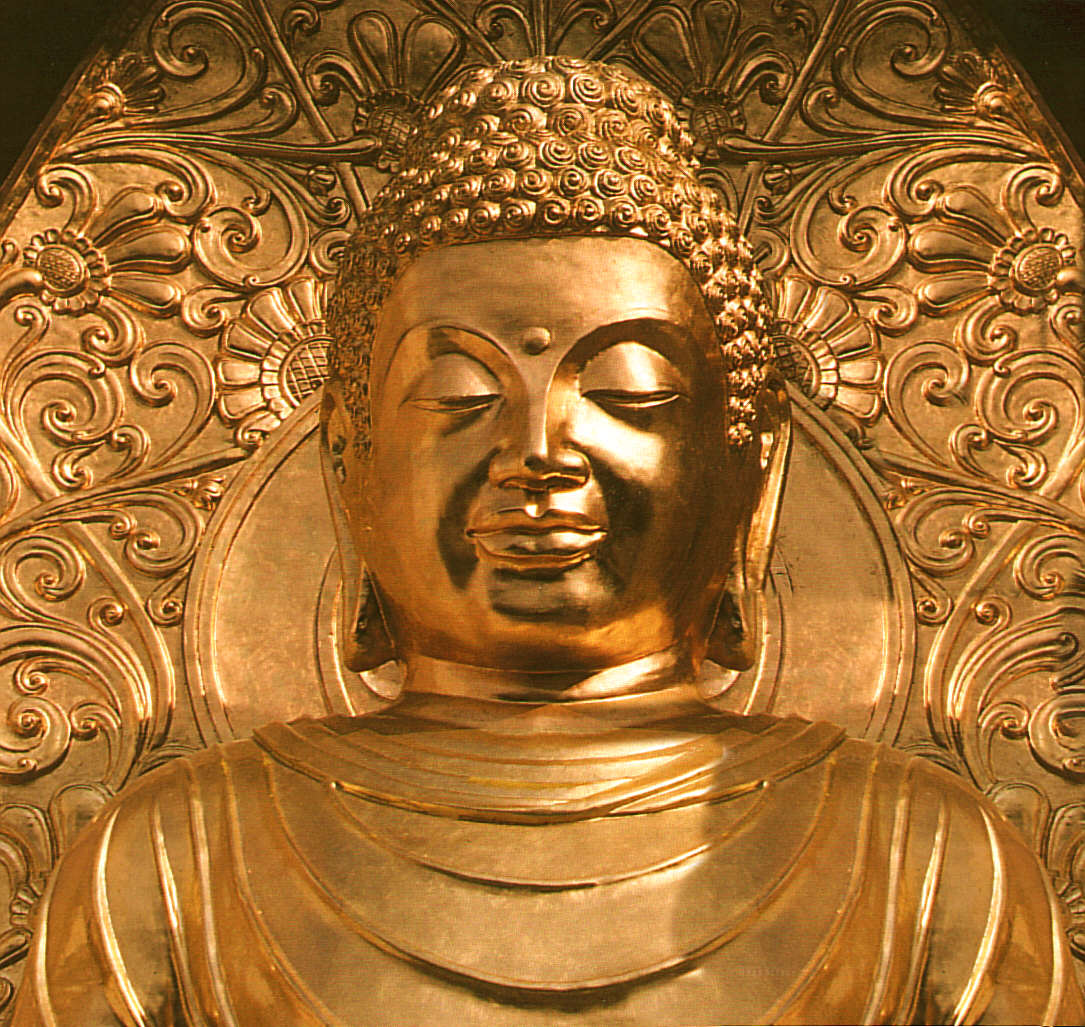
Der Buddhismus: Reformreligion gegen traditionelle Rituale und Götteranbetung

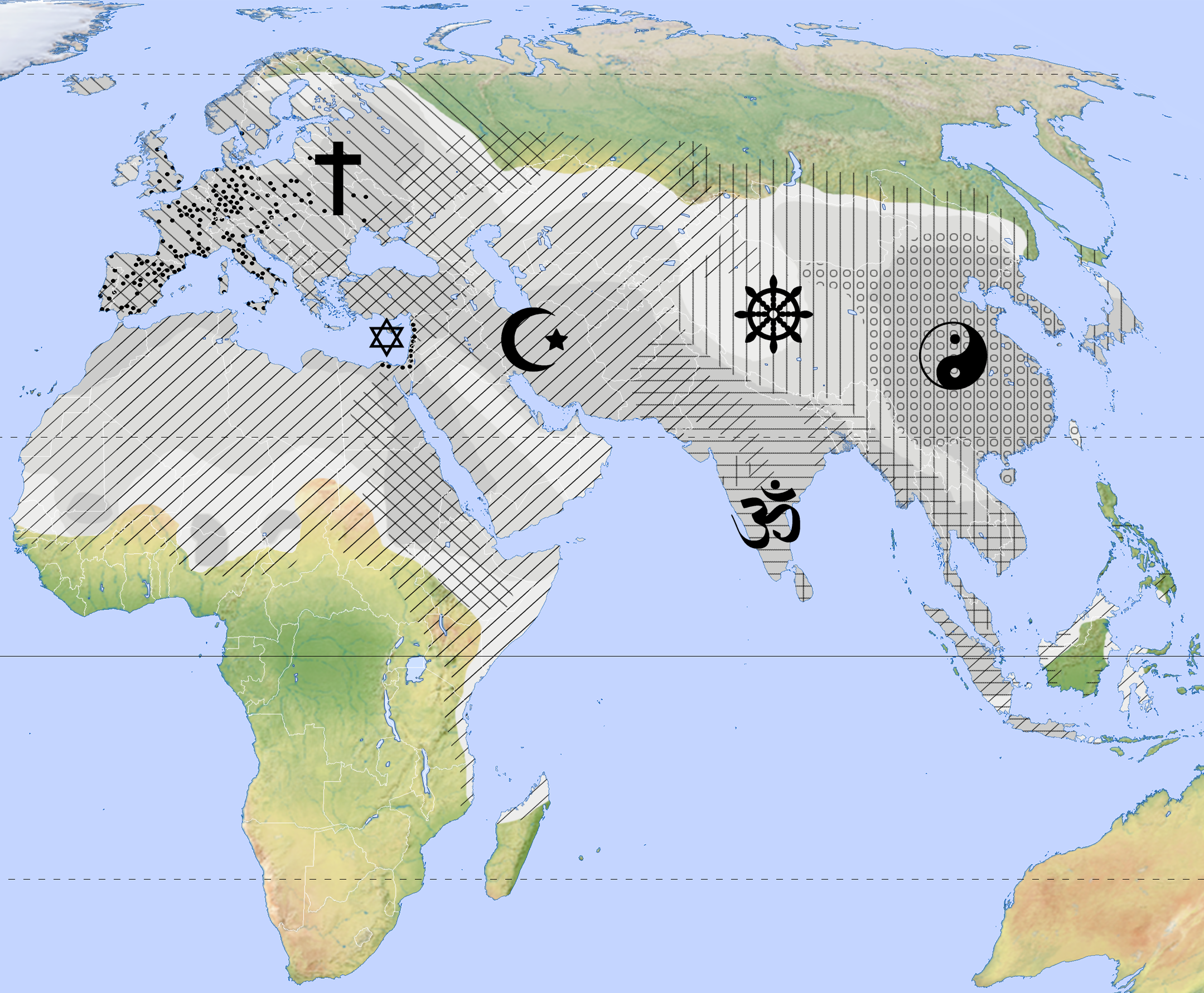
Verbreitung der Weltreligionen bis 1500 (Beschreibung siehe Weltreligion)

Die zunehmenden Verständnisschwierigkeiten bei den immer älter werdenden heiligen Schriften weckte zwangsläufig das Bedürfnis nach Auslegung und ggf. Neubewertung. Dies war die Geburtsstunde der verschiedenen Konfessionen, Schulen und Lehren in den Weltreligionen, die mehr oder weniger von den bestehenden Dogmen abwichen. Der Gläubige sollte wieder Vertrauen in die Religion bekommen, indem sie durch entsprechende aktuelle Überarbeitungen wieder zu etwas Vertrautem wurde. Dennoch blieben zum Teil paradoxe Schlüsse bestehen, die dann mit der prinzipiellen Paradoxie religiöser Erfahrungen gerechtfertigt wurden (etwa „Gottes Wege sind unergründlich“ im Christentum, „eine Bibelstelle hat mehrere Bedeutungen“ im Judentum oder die Vielzahl der Kōans im Chan- und Zen-Buddhismus). Diese Bestrebungen waren erfolgreich, denn bis zur frühen Neuzeit wurde die Ordnung des Lebens in den Verbreitungsgebieten der Weltreligionen wesentlich von diesen bestimmt. Sinngebung, Rechtfertigung für jegliches Tun und die Einbindung in die religiösen Sozialstrukturen waren somit entscheidender als die weltliche Seite des Lebens.
Andreas Kött spricht hier von den „hermeneutischen Religionen“.

### Neureligiöse Strömungen
| 1700–1800     | Christliche Religion in der Aufklärung                                                                                               |
| ab 1800       | Beginn des christlich geprägten Sektenwesens                                                                                         |
| 1844 und 1852 | Gründung des Babismus und der Bahai-Religion in Persien als ethisch-humanitäre Weltreligion, die alle anderen Religionen einbeziehen |
| ab 1900       | Ausweitung des Sektenwesens auf andere Glaubenssysteme                                                                               |
| ab 1960       | „Esoterik-Markt“ |

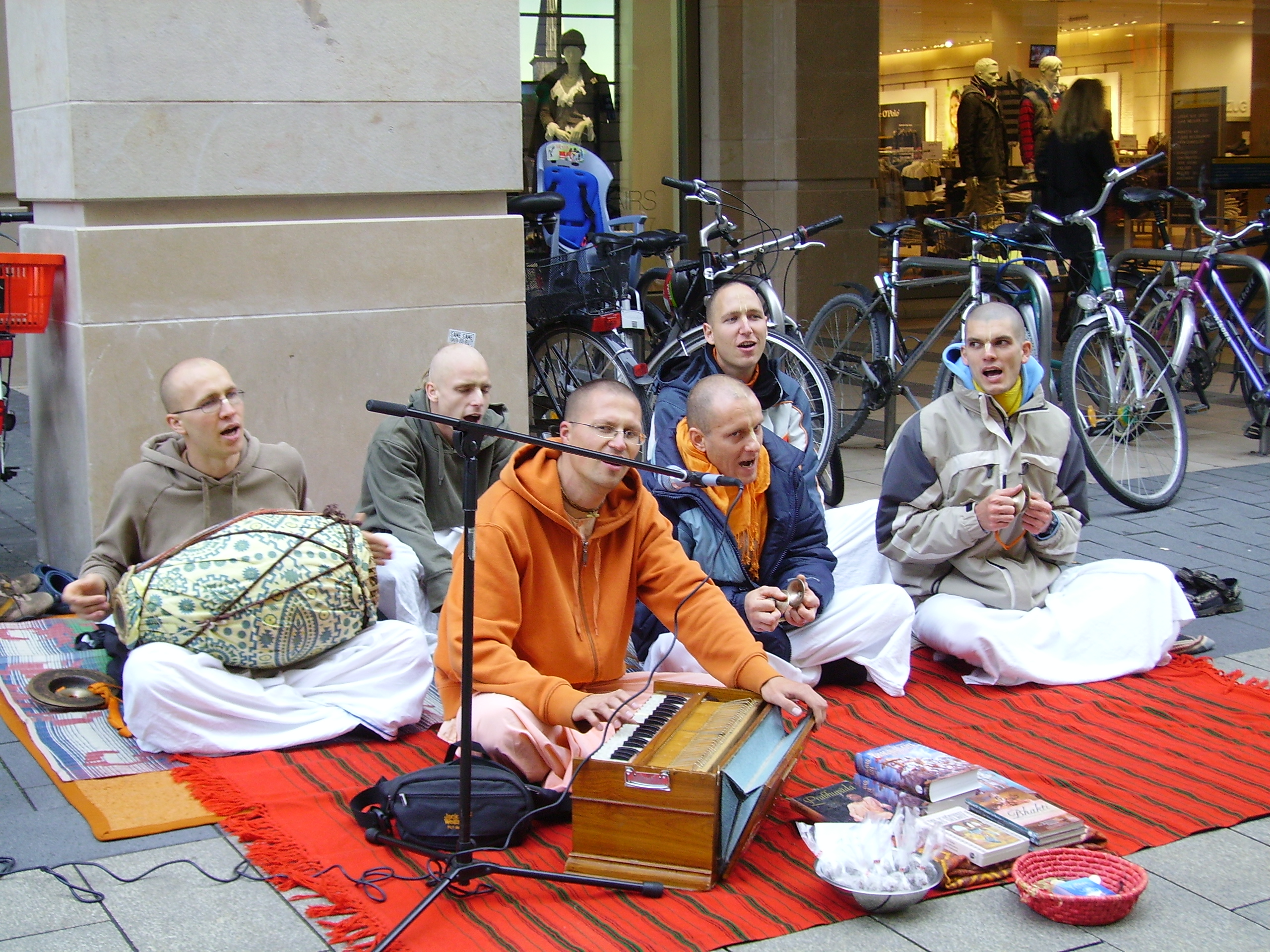
Ordensmitglieder der neureligiösen Bewegung Hare-Krishna

Seit der Zeit der Aufklärung etablierten sich neben der Religion weitere systematische Weltanschauungen, die aus den Wissenschaften, der Philosophie, dem Kontakt mit anderen Religionen sowie esoterischen Lehren entstanden waren. Bis dato waren diese entweder unvollständig oder wurden von der Kirche als Ketzerei bekämpft. Mehr und mehr Menschen fanden nunmehr Erklärungen und Morallehren auch außerhalb der Religion, so dass sie nur noch eine von vielen Möglichkeiten war, die Welt zu beobachten. Diese Entwicklung führte zu einer zunehmenden Trennung von Religion und Alltag und zu einer größeren individuellen „Freiheit des Denkens“.
Zudem existiert heute neben den Kirchen und organisierten Sekten eine unüberschaubare Vielfalt an Büchern, Seminaren und Workshops zu religiösen Fragen, die als käufliche Produkte auf dem „Esoterik-Markt“ angeboten werden. Da auf jedem Markt die Nachfrage das Angebot bestimmt, gibt es auch hier zahlreiche unseriöse Angebote, bei denen etwa Fragmente aus vollkommen verschiedenen Religionen – vorwiegend solche, die ein großes Interesse der Käufer versprechen – aus ihrem Zusammenhang gerissen und zu einem angeblich „traditionellen Ganzen“ künstlich verbunden wurden.
Die europäische Expansion und die Kolonialgeschichte der letzten Jahrhunderte sowie die von neuen Kommunikationsmedien und zunehmender Mobilität begleitete Globalisierung scheint eine Krise der ethnisch-traditionellen Religionen mit sich zu bringen. Die Krise kann allerdings auch als eine „Verwandlung“ von Religion aufgefasst werden, was durch den Begriff invisible religion (unsichtbare Religion) umschrieben wird.
Seit dem Ende des Mittelalters büßten die „funktional differenzierten Religionen“ bei vielen Themen ihre Monopolstellung ein, so dass ihr Alleinstellungsmerkmal in modernen Gesellschaften im Wesentlichen nur noch das Transzendente ist. Seit dem Beginn des 19. Jahrhunderts ist durch die Entstehung der verschiedensten Sekten und der Globalisierung des Wissens eine neue Konkurrenzsituation für die Weltreligionen entstanden, da nunmehr selbst für Fragen nach dem Heiligen verschiedene Ansprechpartner zur Verfügung stehen.

## Die „Evolution der Religionen“ in der aktuellen Diskussion

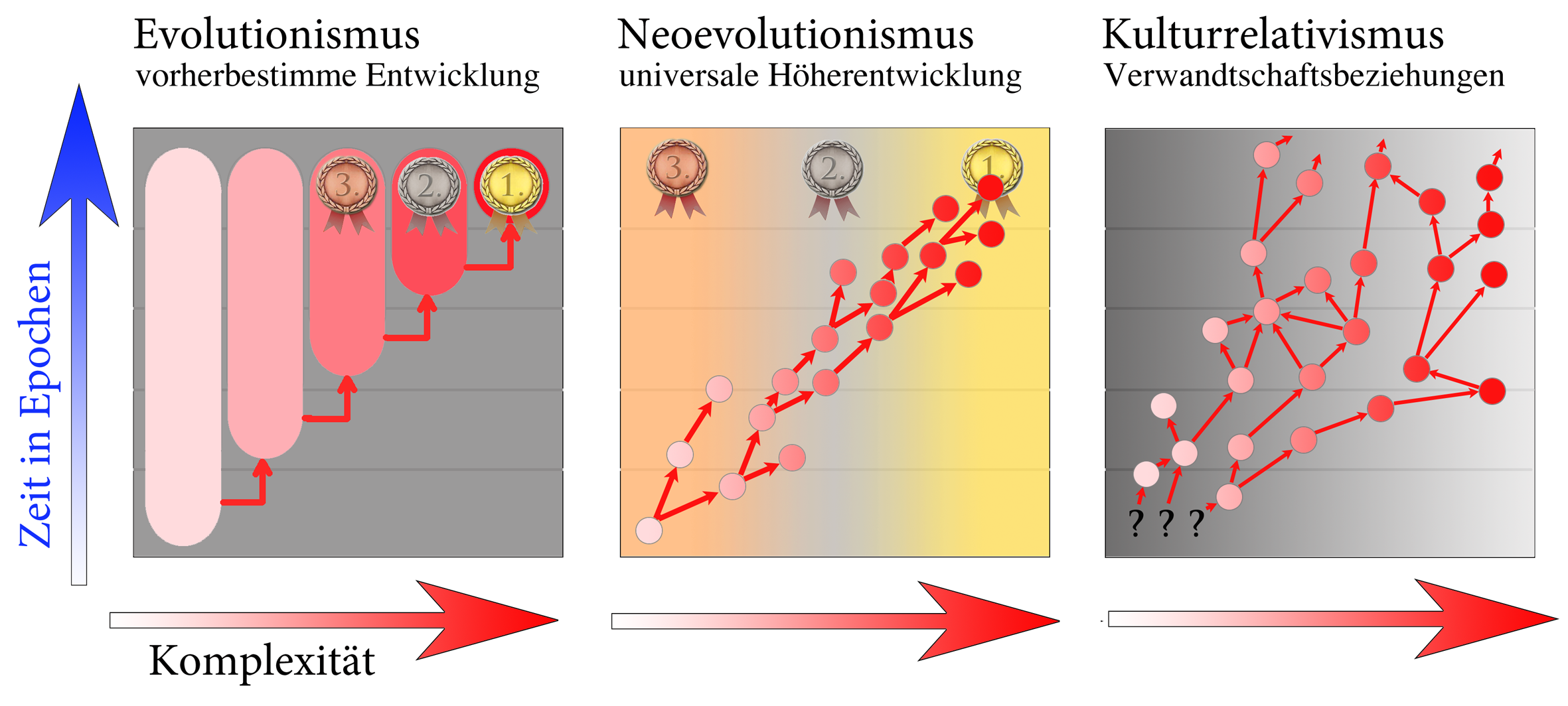
Stark vereinfachte schematische Darstellung der drei wesentlichen soziokulturellen Evolutionsmodelle

Ina Wunn hat in ihrer umfassenden Habilitationsschrift „Die Evolution der Religionen“ (2004) eine Bestandsaufnahme der wichtigsten soziokulturellen Evolutionsmodelle durchgeführt. Im Wesentlichen lassen sich alle Theorien auf die drei abgebildeten Modelltypen reduzieren:
Klassisch evolutionistische Theorien, die eine unilineare und vorherbestimmte Entwicklung zu immer höher entwickelten, unveränderlichen und komplexeren Stadien annehmen, spielen heute – wie weiter oben bereits beschrieben – keine Rolle mehr. Neoevolutionistische Theorien setzen eine zielgerichtete Entwicklung zu höher entwickelten, komplexeren, jedoch nicht vorherbestimmten Stadien voraus. Solche Modelle – bzw. die nicht weiter reflektierten Schlussfolgerungen – sind noch bei vielen Autoren präsent, obwohl sie keine Querverbindungen und „Rückentwicklungen“ zulassen, wie sie jedoch gerade bei den unterschiedlichen Formen des kulturellen Wandels und insbesondere bei den synkretistischen Verschmelzungsprozessen von Religionen vorkommen. Ein Beispiel für diese Auffassung ist das nach wie vor häufig zitierte hierarchische Fünfstufenmodell von Robert Bellah, dass eine Religionsentwicklung von angeblich „primitiven-“ über „archaische-“ und „historisch-klassische Religionen“ bis zu „frühmodernen-“ und schließlich „modernen Religionen“ vorgibt. Weitere Wissenschaftler, die an einer wertenden Religionseinteilung festhalten sind Bernhard Verkamp, Bruce Dickson, Michael Ripinski-Naxon, Rainer Döbert und Günter Dux.
Nach Wunn und anderen gegenwärtigen Autoren werden nur solche Ansätze den aktuellen Erkenntnissen der Forschung gerecht, die Kulturphänomene vor einem kulturrelativistischen Hintergrund betrachten und nicht bewerten – so dass etwa der animistisch-magische Glaube nicht mehr unter den modernen Weltreligionen, sondern neben ihnen steht. Solche Evolutionsmodelle, die eine ungerichtete Entwicklung zu nicht vorherbestimmten Stadien bei zunehmender Komplexität des Gesamtsystems voraussetzen, zeigen große Parallelen zur biologischen Evolution. Die belebte Natur kennt keinen wie auch immer gearteten Fortschritt, sondern nur Veränderung. Wunn bezeichnet solche Typologien als „Stammbaummodelle“.

### Religions-Systematik
Religionen verändern sich immer dann, wenn sich die Umwelt oder die Lebensbedingungen der Menschen ändern. Die Art des Wandels ist gerichtet und reagiert rasch auf die durch die sozioökonomischen Veränderung ausgelösten religiösen Bedürfnisse. Die Veränderungen innerhalb der Religionen werden direkt, gezielt und nicht zufällig weitergegeben – Variabilität und „Vererbung“ sind damit direkt „umweltgesteuert“; erst dann setzt die Selektion ein. Ebenfalls muss wie in der Natur zwischen homologen Klassen – die auf eine gemeinsame Vor-Religion zurückgehen – und Analogien – die durch ähnlichen Selektionsdruck, aber aus unterschiedlichen Ursprüngen stammen – unterschieden werden.
Bislang gibt es erst für sehr wenige Religionen (etwa für die indischen) eine detaillierten Typologie und eine daraus resultierende Systematik der Religionen, die die vorgenannten Voraussetzungen erfüllen. Alle bislang existierenden, weltweiten Religions-Klassifizierungen sind in verschiedener Hinsicht unbefriedigend:
- zu grobmaschig, um einen Vergleich zwischen einzelnen, nahe verwandten Religionen zu ermöglichen[70]
- fehlende Differenzierung homologer und analoger Entwicklungen[71]
- unzureichendes ethnographisches Ausgangsmaterial (unterschiedliche Schwerpunktsetzungen und Interpretationen)[72][73][74]

### Mögliche Selektionsvorteile
Vor allem die drei Selektionsvorteile Umwelt, Kooperation und Reproduktion werden diskutiert:

#### Umwelt
Für sogenannte „Ökosystem-Menschen“, die auf Gedeih und Verderb von einem bestimmten Lebensraum abhängig sind, ist ein nachhaltiger Umgang mit den Ressourcen überlebenswichtig. Die Religion kann hier vorteilhaft sein, wenn das Töten gewisser Lebewesen tabu ist, wenn Geister die Beutetiere bewachen und wenn die Menschen bei Verstößen gegen diese moralischen Normen Bestrafungen befürchten müssen.

#### Kooperation
Für soziale Wesen wie den Menschen ist Kooperation überlebenswichtig. Studien belegen, dass das „Miteinander“ letztendlich mehr Vorteile bringt als „Eigennutz“ oder „Wettbewerb“. Daraus kann ein Vorteil der Religion abgeleitet werden, da sie in der Regel die ethischen Maßstäbe der Gläubigen festlegen. Egoistisches Verhalten wird geächtet und möglicherweise durch transzendente Mächte bestraft (siehe auch Sünde), während altruistisches- und kooperatives Verhalten gefördert und belohnt wird. Wie verschiedene Experimente belegen, führt allein das Gefühl, von übernatürlichen Akteuren beobachtet zu werden, zu normgerechterem Handeln – Vernunft, Ehrlichkeit, Großzügigkeit, Höflichkeit und Courage nehmen zu.
Kritiker wenden allerdings ein, dass Religion das Zusammenleben auch erschweren könne, denn manche religiösen Vorschriften (wie etwa das Verhütungsverbot der Katholiken, die Legitimierung von Macht im tibetischen Buddhismus des 9. Jahrhunderts oder die bedenkliche Rechtsstellung der Frau im Islam) lassen nicht nur positive Effekte erwarten. Im Falle fanatischer Religionsschulen, die ihre Anhänger mithilfe manipulierter religiöser Begründungen zu destruktivem Verhalten verleiten, kann von einem Kooperationsvorteil gar keine Rede mehr sein. Beispiele dafür sind die Gräueltaten der Konquistadoren gegen die heidnischen Indianer im Namen Christi, der christliche Antijudaismus und der moderne islamistische Terror etwa durch Selbstmordattentäter.

#### Reproduktion
Der aus der Biologie hinlänglich bekannte Reproduktionsvorteil wird auch in der kulturellen Evolution als wichtiger Selektionsfaktor diskutiert, wenngleich hier gewichtige Kritikpunkte vorliegen. Zumindest für die letzten Jahrzehnte liegen zahlreiche Studien vor, die belegen, dass religiöse Menschen mehr Kinder haben.
Es existieren verschiedene Überlegungen, wie die Reproduktionsrate durch die Religion erhöht wird:
- Die religiös gestützte Kooperation verbessert die Chancen bei der Partnersuche.
- Religion kann durch höhere Lebenszufriedenheit die Gesundheit fördern.
- Verbot von empfängnisverhütenden Mitteln durch religiöse Dogmen.
- Religionen preisen häufig Fruchtbarkeit und Kinderreichtum der Menschen.
- Religionen, die auf Liebe und Barmherzigkeit allen Menschen gegenüber gründen, verringern das Kriegsrisiko.

Der letztgenannte Punkt wird kritisiert, weil dieser Mechanismus in Ländern mit geringer Kindersterblichkeit, hoher Lebenserwartung, weitreichender Bildung und hohem Lebensstandard nicht (mehr) funktioniert. Hier ist die sozioökonomische Situation der Länder offensichtlich entscheidender.